# Платт (река)
Платт (англ. Platte) — река в США, правый приток Миссури (впадает в неё возле города Платсмут, рядом с крупным городом Омаха). 
Образуется слиянием рек Норт-Платт (Колорадо, Вайоминг и Небраска) и Саут-Платт (Колорадо, Небраска), берущих начало на Передовом хребте Скалистых гор. Сам Платт (не считая вышеупомянутых истоков) протекает лишь по Небраске. 
Длина от места слияния истоков 510 км, от истока Норт-Платт 1415 км. Площадь бассейна 241 тыс. км?. Весеннее половодье от таяния снега, летняя межень. Средний годовой расход воды в устье 150 м³/сек. Используется для орошения. На реке Норт-Платт — крупные водохранилища Семино, Патфайндер, Глендо, Гернси, Мак-Коноги и др.), ГЭС. На реке Саут-Платт — город Денвер.
В дельте реки находится административный центр округа Касс город Платсмут, получивший своё название по названию реки.